# Agrippino Manteo
Agrippino Manteo (Grammichele, 1º aprile 1884 – Manhattan, 1º agosto 1947) è stato un cantastorie italiano.
Figlio di Michele Manteo e di Agata Tornello, emigrò in Argentina e negli Stati Uniti d'America, ove introdusse la tradizione dell'opera dei pupi.